# 毛文銓
毛文銓，中國清朝官員。
康熙五十五年，任江南按察使。康熙五十八年，升任雲南布政使。雍正元年，任貴州巡撫。雍正三年，改任福建巡撫。雍正四年，任江南京口將軍。